# تحليل صوتي
يشير تحليل الصوت (بالإنجليزية: Audio analysis)‏ إلى استخراج المعلومات والمعنى من الإشارات الصوتية بغرض التحليل والتصنيف والتخزين والاسترجاع والتوليف وما إلى ذلك. وتختلف وسائل الملاحظة وطرق التفسير، حيث يمكن أن يُشير تحليل الصوت إلى الأذن البشرية وكيفية تفسير الأشخاص لمصدر الصوت المسموع، أو يمكن أن يُشير إلى استخدام التكنولوجيا مثل محلل الصوت audio analyzer لتقييم الصفات الأخرى لمصدر الصوت مثل السعة والتشوه واستجابة التردد frequency response. بمجرد ملاحظة معلومات مصدر الصوت، يمكن بعد ذلك معالجة المعلومات التي جرى الكشف عنها من أجل التفسير المنطقي أو العاطفي أو الوصفي أو غير ذلك من التفسيرات ذات الصلة التي يقوم بها المستخدم.

## التحليل الطبيعي
الشكل الأكثر شيوعا لتحليل الصوت مستمد من حاسة السمع. يعد تحليل الصوت، وهو نوع من الإدراك الحسي الذي يحدث في معظم الحيوانات، عملية أساسية للعديد من الكائنات الحية. إن الأصوات الصادرة عن البيئة المحيطة أو الكائنات الحية الأخرى توفر مدخلات لآلية السمع، والتي من خلالها يمكن لدماغ المستمع تفسير الصوت وكيفية استجابته. تتضمن أمثلة الوظائف الكلام، والاستجابة المفاجئة، والاستماع إلى الموسيقى، والمزيد.
إن السمع هو قدرة متأصلة لدى البشر، وهو أمر أساسي في التواصل مع العالم، كما أن عملية إعطاء المعنى والقيمة للكلام هي وظيفة معقدة ولكنها ضرورية للإنسان. لقد ارتكزت دراسة الجهاز السمعي بشكل كبير على استخدام الرياضيات وتحليل الاهتزازات الجيبية والأصوات. لقد كان تحويل فورييه بمثابة نظرية أساسية في فهم كيفية معالجة الأذن البشرية للهواء المتحرك وتحويله إلى نطاق التردد المسموع، حوالي 20 إلى 20 كيلو هرتز. تتمكن الأذن من أخذ شكل موجة معقدة ومعالجتها في نطاقات تردد مختلفة بفضل الاختلافات في هياكل قناة الأذن التي يمكن ضبطها على نطاقات تردد محددة. يمكن بعد ذلك تحليل المدخلات الحسية الأولية في أعلى النظام العصبي حيث يحدث إدراك الصوت.
ويعمل النظام السمعي أيضًا بالتناغم مع النظام العصبي بحيث يصبح المستمع قادرًا على تحديد الاتجاه الذي نشأ منه مصدر الصوت مكانيًا. يُعرف هذا باسم تأثير هاس Haasأو تأثير الأسبقية، وهو ممكن بسبب طبيعة وجود أذنين أو مستقبلات سمعية. إن الفرق في الوقت الذي يستغرقه الصوت للوصول إلى كلتا الأذنين يوفر المعلومات اللازمة للدماغ لحساب الموقع المكاني لمصدر الصوت.

## تحليل الإشارة

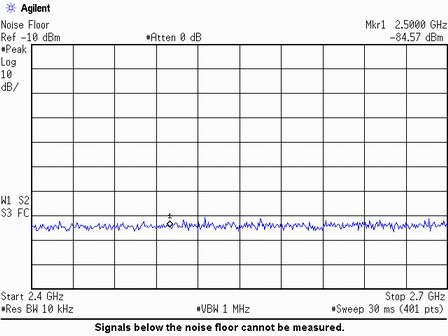
مثال على محلل التردد

يمكن استخدام عدة طرق مختلفة لتحليل الإشارات الصوتية، اعتمادًا على نوع المعلومات المطلوبة من الإشارة.
تتضمن أنواع تحليل الإشارة ما يلي:
- السعة والكسب
- تحليل المجال الترددي
- استجابة التردد Frequency response
- التشويه التوافقي الكلي بالإضافة إلى الضوضاء (THD+N)
- الطور
- تداخل الإشارات
- تشوه التعديل المتبادل (IMD)
- الصوت المجسم (ستيريو) والمحيطي

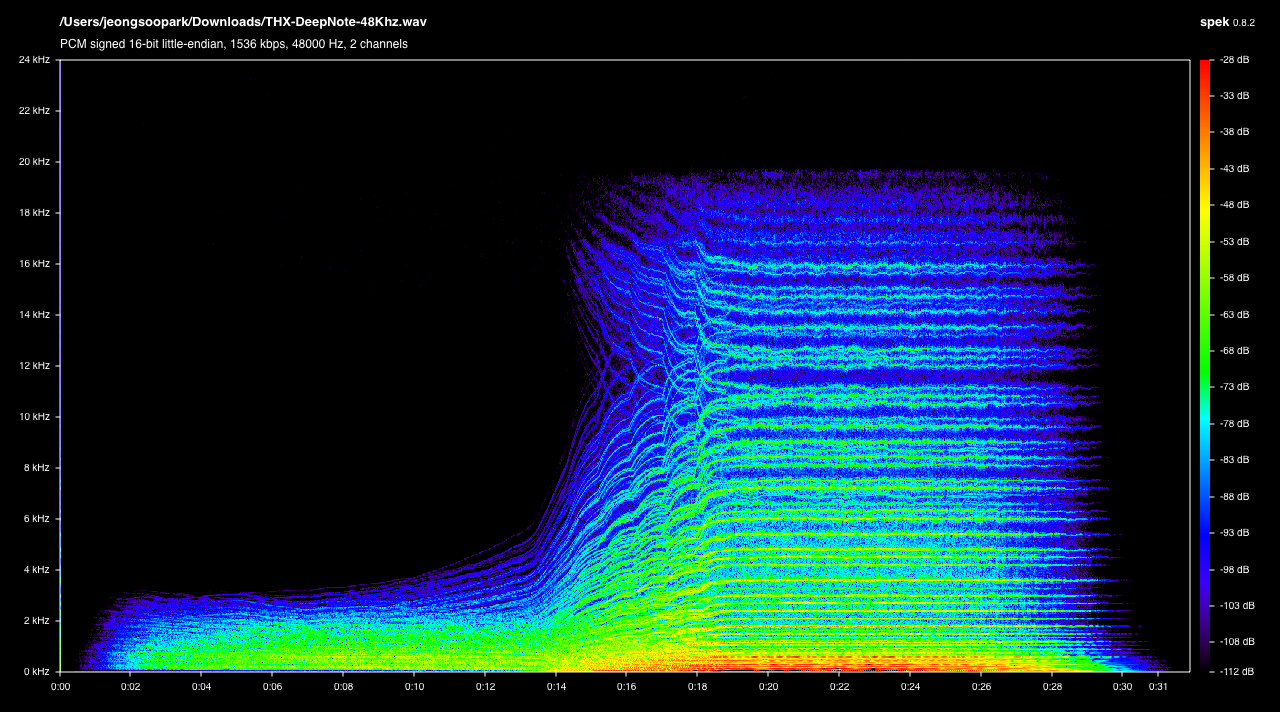
صورة طيفية لصوت THX الصوتي

لقد كانت أجهزة تحليل الأجهزة هي الوسيلة الأساسية لتحليل الإشارة منذ اختراع أول جهاز تحليل صوتي، والذي صنعته شركة هيوليت باكارد Hewlett-Packard، وهو HP200A. تُستخدم أجهزة تحليل الصوت عادةً في الهندسة والاختبارات وتصنيع المنتجات الاحترافية والاستهلاكية. مع تقدم تقنية الحاسوب، وجدت البرامج المتكاملة طريقها إلى أنظمة أجهزة التحيلي هذه، وفي وقت لاحق، ظهرت أدوات تحليل الصوت التي لا تتطلب أي أجهزة باستثناء الحاسوب الذي يقوم بتشغيل البرنامج. يمكن استخدام برامج تحليل الصوت بانتظام في مراحل مختلفة من إنتاج الموسيقى، مثل الصوت المباشر والمزج والإتقان. تميل هذه المنتجات إلى استخدام خوارزميات تحويل فورييه السريع (FFT) والمعالجة لتوفير تمثيل مرئي للإشارة التي يجري تحليلها. تتضمن أنواع العرض والمعلومات طيف التردد، والحقل الاستريو، والحقل المحيطي، والطيف، وغيرها الكثير.